# Wiphala

Wiphala del Qullasuyu

Altra versione della Wiphala

La wiphala è una bandiera di forma quadrata, rappresentativa dei popoli nativi che vivono nei territori andini che facevano parte del Tahuantinsuyo (ossia l'antico Impero Inca). 

## Varianti
Esistono diverse varianti della wiphala: la più comune è quella adottata dai quattro suyu ("regioni") che componevano il Tahuantinsuyo, in cui i sette colori sono disposti diagonalmente su un motivo a scacchi di 7 × 7 quadrati, che si differenziano tra loro per il colore della linea diagonale più lunga: bianco per il Qullasuyu, giallo per il Kuntisuyu, rosso per il Chinchaysuyu e verde per l'Antisuyu.

## Rango
L'articolo 6 (sezione II) della nuova Costituzione della Bolivia (entrata in vigore nel 2009) stabilisce che la wiphala è un simbolo patrio, al pari della bandiera nazionale rossa, gialla e verde.

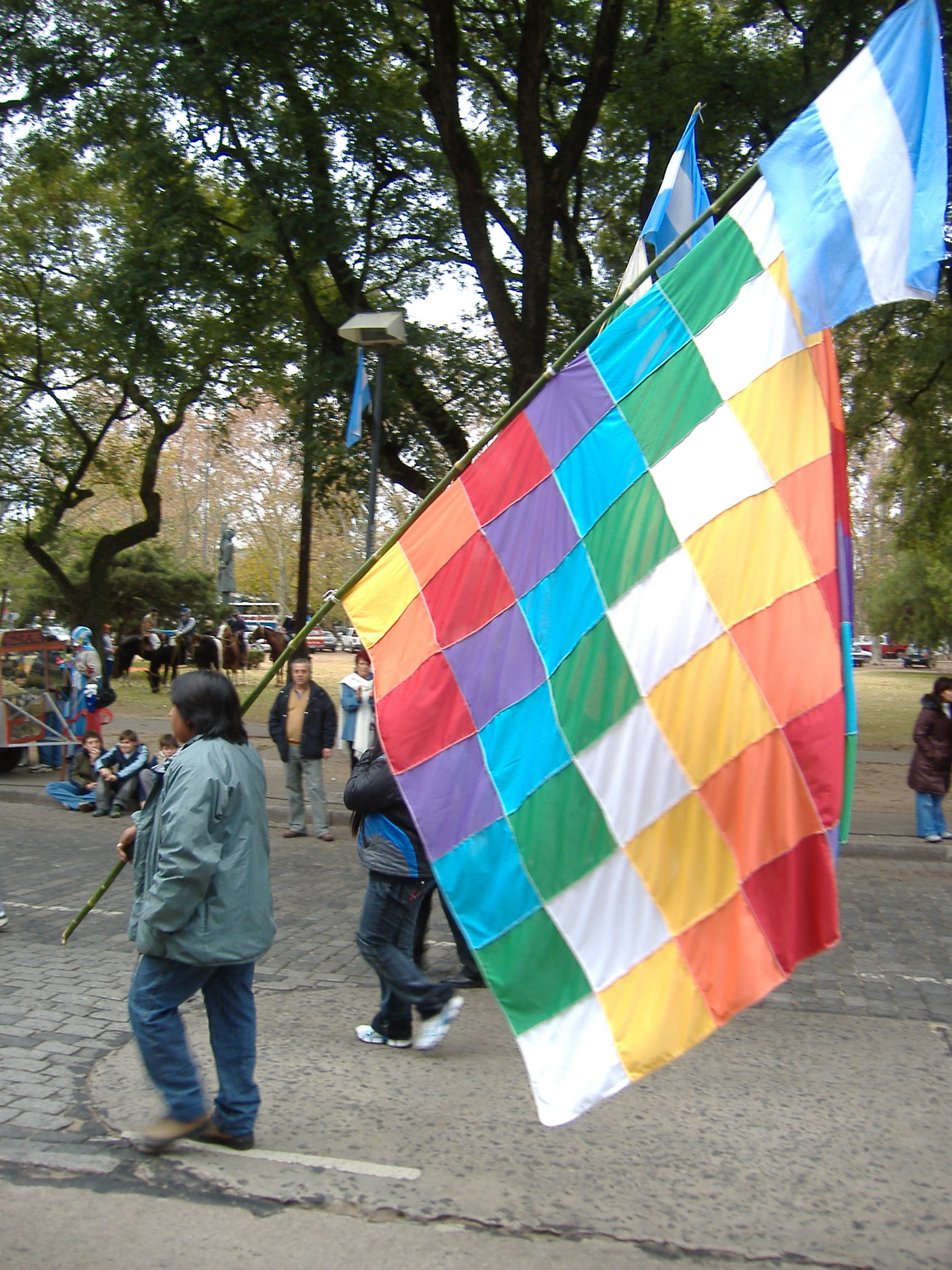
Una wiphala durante la parata del Giorno della bandiera del 2007 a Rosario, in Argentina

## Significato dei colori dellawiphala
I colori sono tratti da quelli dell'arcobaleno e ognuno di essi assume un diverso significato: 
- il rosso è la terra
- l'arancio è la società e la cultura
- il giallo è l'energia
- il bianco è il tempo
- il verde sono le risorse naturali
- il blu è il cielo
- il viola è il governo e l'autodeterminazione del popolo andino

## Esempi diwiphala

Wiphala del Qullasuyu
Wiphala del Kuntinsuyu
Wiphala del Chinchaysuyu
Wiphala dell'Antisuyu
Wiphala di Túpac Catari